# Akiaki
Akiaki est un atoll de corail situé à l'est de l'archipel des Tuamotu en Polynésie française. Il est administrativement rattaché à la commune de Nukutavake.

## Géographie
Akiaki est situé à 42 km au nord-ouest de Vahitahi, l'atoll le plus proche, à 153 km de celui d'Hao et à 1 050 km à l'est de Tahiti. C'est un petit atoll ovale de 2 kilomètres de longueur et 900 mètres de largeur maximales, pour une superficie de 1,7 km2, dépourvu de lagon – l'atoll s'est comblé –, et qui s'élève très peu au-dessus du niveau de la mer.
D'un point de vue géologique, l'atoll est l'excroissance corallienne (de quelques mètres) du sommet d'un petit mont volcanique sous-marin homonyme sur la plaque du Pacifique, qui mesure 3 420 mètres depuis le plancher océanique, formé il y a environ 39,3 à 39,7 millions d'années.
Administrativement, l'atoll d'Akiaki fait partie de la commune de Nukutavake et ne possède pas d'habitants permanents. Quelques maisons sont présentes dans la partie nord-ouest de l'île.

## Histoire

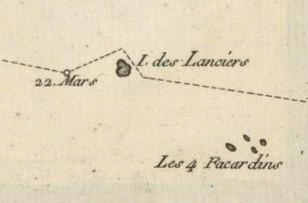
Première carte publiée en 1768 d'Akiaki (île des Lanciers) établie par Bougainville lors de son passage le 22 mars 1768. « Les Quatre Facardins » désigne Vahitahi.

Akiaki porte de nombreux vestiges archéologiques d'occupation polynésienne appartenant à l'aire culturelle et linguistique Maragai (regroupant également les atolls de Nukutavake, Pinaki Vairaatea, et Vahitahi).
Le premier Européen à avoir notifié l'existence de l'atoll d'Akiaki fut Louis Antoine de Bougainville qui l'aborde — avec ses navires La Boudeuse et L'Étoile — le 22 mars 1768,.
Il le dénomma « Île des Lanciers ». Le Britannique James Cook visite Akiaki le 4 avril 1769, durant son premier voyage, et nomme l'atoll Thrum Cup. C'est enfin son compatriote Frederick William Beechey qui le mentionne le 23 janvier 1826.
Au XIXe siècle, Akiaki devient un territoire français peuplé vers 1850 d'environ quarante habitants autochtones.

## Postérité
Denis Diderot consacre à l'île des Lanciers un développement dans le premier chapitre de son conte moral Supplément au voyage de Bougainville publié en 1796. Lors d'un dialogue entre deux personnages fictifs A et B, il présente les coutumes supposées de l'atoll — qu'il n'a évidemment jamais visité et dont il se sert de manière théorique et aporétique en raison de ses spécificités géographique, démographique, et culturelle, pour sa réflexion générale —, ainsi :

« B : Pour le moment, voyez-vous cette île qu'on appelle des Lanciers ? À l'inspection du lieu qu'elle occupe sur le globe, il n'est personne qui ne se demande qui est-ce qui a placé là des hommes ? Quelle communication les liait autrefois avec le reste de leur espèce ? Que deviennent-ils en se multipliant sur un espace qui n'a pas plus d'une lieue de diamètre ?

A : Ils s'exterminent et se mangent ; et c'est de là peut-être une première époque très ancienne et très naturelle de l'anthropophagie, insulaire d'origine.
B : Ou la multiplication y est limitée par quelque loi superstitieuse ; l'enfant y est écrasé dans le sein de sa mère, foulé sous les pieds d'une prêtresse.
A : Ou l'homme égorgé y expire sous le couteau d'un prêtre ; ou l'on a recours à la castration des mâles...
B : À l'infibulation des femelles ; et de là tant d'usages d'une cruauté nécessaire et bizarre, dont la cause s'est perdue dans la nuit des temps, et met les philosophes à la torture. »

— Denis Diderot, Supplément au voyage de Bougainville.

## Économie
L'atoll présente une exploitation de ses cocotiers (en partie replantés) lors de quelques visites occasionnelles, malgré le fait que le seul point de débarquement potentiel, situé au nord-ouest de l'île, soit d'un accès plutôt difficile.
La pêche aux holothuries est uniquement autorisée dans la partie sud du lagon.